# Txernozérie
Txernozérie - Чернозерье (rus) és un poble de l'óblast de Penza, a Rússia. Es troba al marge esquerra del riu Mokxa. El 2010 tenia 849 habitants.